# Hremjatsch
Hremjatsch (ukrainisch Грем'яч; russisch Гремяч Gremjatsch) ist ein Dorf in der nordukrainischen Oblast Tschernihiw mit etwa 900 Einwohnern.
Der Ort ist der nördlichste bewohnte Punkt der Ukraine und liegt am Ufer des Flusses Sudost, etwa 170 Kilometer nordöstlich der Oblasthauptstadt Tschernihiw; die Grenze zu Russland verläuft nördlich des Ortsgebietes.
Der Ort wurde 1604 zum ersten Mal schriftlich erwähnt und gehörte damals zu Polen-Litauen (in der Woiwodschaft Czernihów). Seit 1667 war er auf Grund des Vertrages von Andrussowo unter russischer Herrschaft (bis 1802 im Gouvernement Kleinrussland, danach im Gouvernement Tschernigow). 1919 wurde er ein Teil der Sowjetunion und innerhalb dieser der Ukrainischen SSR zugeordnet. 1991 wurde er nach dem Zerfall der Sowjetunion ein Teil der unabhängigen Ukraine.
Am 12. Juni 2020 wurde das Dorf ein Teil der neugegründeten Stadtgemeinde Nowhorod-Siwerskyj, bis dahin bildete es zusammen mit den Dörfern Bohdanowe (Богданове), Dibrowa (Діброва), Haj (Гай), Kolos (Колос), Murawji (Мурав'ї) und Nowoseliwka (Новоселівка) die gleichnamige Landratsgemeinde Hremjatsch (Грем'яцька сільська рада/Hremjazka silska rada) im Norden des Rajons Nowhorod-Siwerskyj.